# Klinik am Alex
Klinik am Alex war der Titel einer Fernsehserie des Senders Sat.1. Die Serie beschäftigte sich mit der ärztlichen Belegschaft einer Klinik am Berliner Alexanderplatz. Die Serie wurde von teamWorx im ehemaligen Gebäude der Lungenklinik Heckeshorn in Berlin-Wannsee produziert. Als Fassade der Klinik diente das Internationale Handelszentrum (IHZ) in der Friedrichstraße.
Da die Einschaltquoten unter dem Senderschnitt von Sat.1 lagen, wurde die Sendung mit Folge fünf am 26. Februar 2009 eingestellt. Die Serie soll auf einem noch unbekannten, anderen Sendeplatz wieder mit Folge eins neu ausgestrahlt werden. Die Serie kehrte am 10. März 2012 beginnend mit Folge eins ins Programm von Sat.1 zurück. Jedoch erreichte die Serie nur 1,11 Millionen Zuschauer, was einen Marktanteil von 4,4 % entsprach. Ab der sechsten Episode wurden die Folgen sonntags um 7:00 Uhr als deutsche Erstausstrahlung ausgestrahlt. Ab der zwölften Episode erfolgte die Ausstrahlung der restlichen Folgen dann auf dem Pay-TV-Sender Sat.1 emotions.

## Besetzung
| Schauspieler       | Rollenname                | Bemerkungen                                         | Folgen |
| Sarah Becker       | Doris Manefeld            | Assistenzärztin                                     | 1–27   |
| Nadine Brandt      | Anna Keller               | Zwillingsschwester von Luisa                        | 1–27   |
| Guido Broscheit    | Dr. Kai Boscharski        | Oberarzt                                            | 1–27   |
| Andreas Brucker    | Dr. Stephan Roth          | Leitender Oberarzt                                  | 1–27   |
| Daniel Buder       | Markus Brühl              | Lebensgefährte von Luisa                            | 1–27   |
| Andrea Eckert      | Prof. Dr. Sybille Rehfeld | Chefärztin                                          | 1–27   |
| Karin Giegerich    | Dr. Marianne Schmelzer    | Oberärztin                                          | 1–27   |
| Tobias Kay         | Christian von Uhlen       | Assistenzarzt                                       | 1–27   |
| Toks Körner        | Dr. Solomon Mercier       | Assistenzarzt                                       | 1–27   |
| Hanna Lütje        | Carmen Boscharski         | Krankenschwester und Ehefrau von Dr. Kai Boscharski | 1–27   |
| Eva-Maria Reichert | Dr. Hülya Gül             | Assistenzärztin                                     | 1–27   |
| Ramona Dempsey     | Beate Urban               | Stationsschwester                                   | 1–27   |
| Jana Voosen        | Luisa Keller              | Assistenzärztin                                     | 1–27   |
| Lee Rychter        | Dr. Jens Meier            | Assistenzarzt                                       | 2–27   |
| Volker Herold      | „Piefke“ Fischer          | Krankenpflegehelfer                                 | 2–27   |
| Rainer Basedow     | Holger Maier              | Polizist                                            | 10–27  |

## Staffeln
| Staffel | Folgen | Dreharbeiten                       | Erstausstrahlung                     | höchster Marktanteil      | niedrigster Marktanteil |
| I       | 1–5    | 22. Juli 2008 bis 13. Februar 2009 | 29. Januar 2009 bis 26. Februar 2009 | 7,8 % 1,42 Mio. Zuschauer | 6,2 % 730.000 Zuschauer |
| I       | 6–8    | 22. Juli 2008 bis 13. Februar 2009 | 21. April 2012 bis 5. Mai 2012       |                           |                         |
| I       | 9–27   | 22. Juli 2008 bis 13. Februar 2009 | 13. Mai 2012 bis 30. September 2012  |                           |                         |

## Episodenliste
Die ersten fünf Episoden wurden vom 29. Januar bis zum 26. Februar 2009 ausgestrahlt und seit dem 22. April 2012 werden die restlichen Folgen sonntags um 7.00 Uhr ausgestrahlt.
| Nr. | Originaltitel               | Erstausstrahlung D |
| --- | --------------------------- | ------------------ |
| 1   | Herz über Kopf              | 29. Jan. 2009      |
| 2   | Abschied                    | 5. Feb. 2009       |
| 3   | Nur geträumt                | 12. Feb. 2009      |
| 4   | Eine Frage von Sekunden     | 19. Feb. 2009      |
| 5   | Ein Buch mit sieben Siegeln | 26. Feb. 2009      |
| 6   | Komm' näher                 | 21. Apr. 2012      |
| 7   | Schein und Sein             | 28. Apr. 2012      |
| 8   | Ja, ich will                | 5. Mai 2012        |
| 9   | Alles auf eine Karte        | 13. Mai 2012       |
| 10  | Kopfsache                   | 3. Juni 2012       |
| 11  | Anders als du denkst        | 10. Juni 2012      |
| 12  | Familienbande               | 17. Juni 2012      |
| 13  | Auf Leben und Tod (1)       | 24. Juni 2012      |
| 14  | Auf Leben und Tod (2)       | 1. Juli 2012       |
| 15  | Lügengeschichten            | 8. Juli 2012       |
| 16  | Liebe lieber jetzt          | 15. Juli 2012      |
| 17  | Leidenschaften              | 22. Juli 2012      |
| 18  | Verführungen                | 29. Juli 2012      |
| 19  | Gewissensfragen             | 5. Aug. 2012       |
| 20  | Neue Wege                   | 12. Aug. 2012      |
| 21  | Mit allen Mitteln           | 19. Aug. 2012      |
| 22  | Unter Druck                 | 26. Aug. 2012      |
| 23  | Paare                       | 2. Sep. 2012       |
| 24  | Durch dick und dünn         | 9. Sep. 2012       |
| 25  | Abgestürzt                  | 16. Sep. 2012      |
| 26  | Liebe geht durch den Magen  | 23. Sep. 2012      |
| 27  | Gefangen                    | 30. Sep. 2012      |

## Ausstrahlungsformat
Von Beginn an wurde die Serie im 16:9-Format ausgestrahlt.